# Orquestra dos Meninos (filme)
Orquestra dos Meninos é um filme de drama brasileiro de 2008 dirigido e escrito por Paulo Thiago. O filme é baseado em história real e conta a história de um maestro acusado de sequestrar um garoto que fazia parte de seu projeto social de música. É protagonizado por Murilo Rosa com participações de Priscila Fantin e Othon Bastos.

## Sinopse
Em janeiro de 1995, um jovem músico de 13 é sequestrado na cidade de São Mariano, em Sergipe. Ele é integrante da Orquestra Sinfônica do Agreste da cidade. Durante as investigações, os policiais acreditam que o responsável pelo sequestro é o criador da orquestra, o maestro Mozart Vieria (Murilo Rosa). Com essa acusação, o trabalho realizado por ele com a comunidade carente corre o risco de acabar.

## Elenco
- Murilo Rosa como Mozart Vieira
- Priscila Fantin como Creusa
- Othon Bastos como Moisés Batista
- Jaime Leibovitch como Maestro Rossi
- Olga Machado como Neusa
- Deusi Magalhães como Fotógrafa Regina
- Cristiane Ferreira como mãe
- Carlos Meceni como Renato Carvalhosa
- Gustavo Gasparani como Humberto
- Lais Correa como Dona Josete

## Produção
O filme é baseado em acontecimentos reais na Orquestra Sinfônica dos Meninos de São Caetano, em Pernambuco, criada pelo maestro Mozart Vieira. As gravações ocorreram em Sergipe. Por ter recebido o incentivo do governo do estado de Sergipe, na trama o nome da cidade foi alterado para São Mariano, assim como o estado também foi alterado para Sergipe.

## Lançamento
O filme foi lançado nos cinemas em 7 de novembro de 2008 pela Paramount Pictures.

## Recepção

### Resposta da crítica
Escrevendo para o website Omelete, Marcelo Hessel fez críticas ao roteiro e à direção que, segundo ele, são "amadoras", e também criticou a escalação de elenco dizendo que "não há suspensão de descrença que compre a ideia de que Priscila Fantin é uma pobre jovem de São Mariano. Basta uma passada de câmera pelos rostos do elenco para notar que ela destoa, de forma agressiva até."

### Prêmios e indicações
| Ano  | Associações                         | Categoria                  | Recipiente(s)       | Resultado |
| ---- | ----------------------------------- | -------------------------- | ------------------- | --------- |
| 2009 | Los Angeles Brazilian Film Festival | Melhor Ator (voto público) | Murilo Rosa         | Venceu    |
| 2009 | Prêmio Contigo! de Cinema Nacional  | Melhor Filme               | Paulo Thiago        | Indicado  |
| 2009 | Prêmio Contigo! de Cinema Nacional  | Melhor Atriz Coadjuvante   | Priscila Fantin     | Indicado  |
| 2009 | Prêmio Contigo! de Cinema Nacional  | Melhor Trilha Sonora       | Paulo Sérgio Santos | Indicado  |
| 2009 | Prêmio Guarani de Cinema Brasileiro | Melhor Trilha Sonora       | Paulo Sérgio Santos | Indicado  |